# Matazonellus eglisi
Matazonellus eglisi là một loài chân đều trong họ Scleropactidae. Loài này được Juarrero de Varona & de Armas miêu tả khoa học năm 1996.